# Markus Feulner
Markus Feulner est un footballeur allemand né le 12 février 1982 à Scheßlitz en Allemagne. Il évolue actuellement comme milieu de terrain pour l'équipe réserve du FC Augsbourg.

## Palmarès
Bayern Munich
- Bundesliga (1) : 2003
- Coupe d'Allemagne (1) : 2003

 Borussia Dortmund
- Bundesliga (1) : 2011